# Orlando Baccino
Orlando Atilio Baccino Granja (* 25. prosince 1970 Buenos Aires) je argentinský zápasník – judista a grappler.

## Sportovní kariéra
V argentinské mužské reprezentaci se pohyboval od konce osmdesátých let dvacátého století v těžké váze nad 95 (100) kg. Vrcholově se připravoval ve sportovním tréninkovém centru CeNARD v Buenos Aires. Čtyřikrát startoval na letních olympijských hrách v roce 1992, 1996, 2000 a 2004 s celkovou bilancí jedna výhra čtyři porážky. V roce 2008 se již do argentinského olympijského týmu nevešel. Na mezinárodních turnajích startoval ještě v roce 2016 v 45 letech.

## Výsledky
| Turnaj                  | 1989       | 1990       | 1991       | 1992       | 1993       | 1994       | 1995       | 1996       | 1997       | 1998       | 1999       | 2000       | 2001       | 2002       | 2003       | 2004       | 2005           | 2006           | 2007           | 2008           | 2009       | 2010       | 2011       | 2012       |
| Turnaj                  | 19         | 20         | 21         | 22         | 23         | 24         | 25         | 26         | 27         | 28         | 29         | 30         | 31         | 32         | 33         | 34         | 35             | 36             | 37             | 38             | 39         | 40         | 41         | 42         |
| Turnaj                  | těžká váha | těžká váha | těžká váha | těžká váha | těžká váha | těžká váha | těžká váha | těžká váha | těžká váha | těžká váha | těžká váha | těžká váha | těžká váha | těžká váha | těžká váha | těžká váha | polotěžká váha | polotěžká váha | polotěžká váha | polotěžká váha | těžká váha | těžká váha | těžká váha | těžká váha |
| ----------------------- | ---------- | ---------- | ---------- | ---------- | ---------- | ---------- | ---------- | ---------- | ---------- | ---------- | ---------- | ---------- | ---------- | ---------- | ---------- | ---------- | -------------- | -------------- | -------------- | -------------- | ---------- | ---------- | ---------- | ---------- |
| Olympijské hry          |            |            |            | úč.        |            |            |            | úč.        |            |            |            | úč.        |            |            |            | úč.        |                |                |                | —              |            |            |            | —          |
| Mistrovství světa       | úč.        |            | —          |            | úč.        |            | úč.        |            | úč.        |            | úč.        |            | —          |            | —          |            | —              |                | úč.            |                | —          | —          | úč.        |            |
| Panamerické hry         |            |            | 2.         |            |            |            | 3.         |            |            |            | 3.         |            |            |            | 5.         |            |                |                | 5.             |                |            |            | 7.         |            |
| Panamerické mistrovství |            | —          |            | 3.         |            | 2.         |            | 3.         | 1.         | 5.         | —          | 2.         | 2.         | ?          | DQ         | úč.        | —              | úč.            | —              | —              | 3.         | 7.         | 3.         | 7.         |
| Jihoamerické hry        |            | ?          |            |            |            | ?          |            |            |            | ?          |            |            |            | —          |            |            |                | —              |                |                |            | 3.         |            |            |
| MS juniorů              |            | úč.        |            |            |            |            |            |            |            |            |            |            |            |            |            |            |                |                |                |                |            |            |            |            |